# علفزارها و درختچه‌زارهای کوهستانی

گسترهٔ زیست‌بوم علفزارها و درختچه‌زارهای کوهستانی

علفزارها و درختچه‌زارهای کوهستانی یک زیست‌بوم است که توسط صندوق جهانی حیات وحش تعریف شده است. این زیست‌بوم شامل علفزار و درختچه‌زارهای بلند در سراسر جهان است. اصطلاح «کوهستانی» در نام زیست‌بوم به «ارتفاع بالا» اشاره دارد، نه اصطلاح بوم‌شناختی که به منطقه زیر دارمرز دلالت کند.
این زیست‌بوم شامل علفزارها و بوته‌زارهای مرتفع (کوهستانی و آلپی)، از جمله پونا و پارامو در آمریکای جنوبی، خلنگزار زیرآلپی در گینه نو و شرق آفریقا، استپهای فلات تبت، و همچنین سایر زیستگاه‌های زیرآلپی مشابه در سراسر جهان است.
گیاهان و جانوران پاراموس کوهستانی استوایی سازگاری‌های خیره‌کننده‌ای را با شرایط خنک، مرطوب و نور شدید خورشید نشان می‌دهند. در سرتاسر جهان، گیاهان مشخص این زیستگاه‌ها، ویژگی‌هایی مانند ساختارهای گل، سطح مومی‌شکل، و پُرزهای فراوان را نشان می‌دهند.

## بوم‌ناحیه‌ها
| بوم‌ناحیه‌های علفزارها و درختچه‌زارهای کوهستانی قلمرو دیرین‌شمالگان | بوم‌ناحیه‌های علفزارها و درختچه‌زارهای کوهستانی قلمرو دیرین‌شمالگان |
| --------------------------------------------------------------- | --------------------------------------------------------------- |
| Altai alpine meadow and tundra                                  | چین، قزاقستان، مغولستان، روسیه                                  |
| Central Tibetan Plateau alpine steppe                           | چین                                                             |
| Eastern Himalayan alpine shrub and meadows                      | بوتان (کشور), میانمار، چین، هند، نپال                           |
| چمنزار کوهستانی غورات – هزاره‌جات                                | افغانستان                                                       |
| Hindu Kush alpine meadow                                        | افغانستان                                                       |
| Karakoram–West Tibetan Plateau alpine steppe                    | افغانستان، چین، هند، پاکستان                                    |
| Khangai Mountains alpine meadow                                 | مغولستان                                                        |
| استپ جنگلی و درختزارهای کپه‌داغ                                  | ایران، ترکمنستان                                                |
| درختزارهای کوهستانی کوه رود و شرق ایران                         | ایران                                                           |
| Mediterranean High Atlas juniper steppe                         | مراکش                                                           |
| North Tibetan Plateau–Kunlun Mountains alpine desert            | چین                                                             |
| Northwestern Himalayan alpine shrub and meadows                 | چین، هند، پاکستان                                               |
| بیابان اردوس                                                    | چین                                                             |
| Pamir alpine desert and tundra                                  | افغانستان، چین، قرقیزستان، تاجیکستان                            |
| Qilian Mountains subalpine meadows                              | چین                                                             |
| Sayan alpine meadows and tundra                                 | مغولستان، روسیه                                                 |
| Southeast Tibet shrub and meadows                               | چین                                                             |
| Sulaiman Range alpine meadows                                   | افغانستان، پاکستان                                              |
| Tian Shan montane steppe and meadows                            | چین، قزاقستان، قرقیزستان                                        |
| Tibetan Plateau alpine shrublands and meadows                   | چین                                                             |
| Western Himalayan alpine shrub and meadows                      | هند، نپال                                                       |
| Yarlung Zambo arid steppe                                       | چین                                                             |

| بوم‌ناحیه‌های علفزارها و درختچه‌زارهای کوهستانی قلمرو آفریقای حاره‌ای | بوم‌ناحیه‌های علفزارها و درختچه‌زارهای کوهستانی قلمرو آفریقای حاره‌ای |
| ----------------------------------------------------------------- | ----------------------------------------------------------------- |
| Angolan montane forest–grassland mosaic                           | آنگولا                                                            |
| Angolan Scarp savanna and woodlands                               | آنگولا                                                            |
| دراکنزبرگ                                                         | لسوتو، آفریقای جنوبی                                              |
| دراکنزبرگ                                                         | لسوتو، آفریقای جنوبی، اسواتینی                                    |
| East African montane moorlands                                    | کنیا، سودان، تانزانیا، اوگاندا                                    |
| Eastern Zimbabwe montane forest–grassland mosaic                  | موزامبیک، زیمبابوه                                                |
| Ethiopian montane grasslands and woodlands                        | اتیوپی، سودان                                                     |
| Ethiopian montane moorlands                                       | اتیوپی، سودان                                                     |
| بلندولد                                                           | لسوتو، آفریقای جنوبی                                              |
| فلات جوس                                                          | نیجریه                                                            |
| Madagascar ericoid thickets                                       | ماداگاسکار                                                        |
| Maputaland–Pondoland bushland and thickets                        | موزامبیک، آفریقای جنوبی، اسواتینی                                 |
| Rwenzori–Virunga montane moorlands                                | جمهوری دموکراتیک کنگو، رواندا، اوگاندا                            |
| South Malawi montane forest–grassland mosaic                      | مالاوی، موزامبیک                                                  |
| Southern Rift montane forest–grassland mosaic                     | مالاوی، تانزانیا                                                  |

| بوم‌ناحیه‌های علفزارها و درختچه‌زارهای کوهستانی قلمرو استرالزی | بوم‌ناحیه‌های علفزارها و درختچه‌زارهای کوهستانی قلمرو استرالزی |
| ----------------------------------------------------------- | ----------------------------------------------------------- |
| Australian Alps montane grasslands                          | استرالیا                                                    |
| Central Range sub-alpine grasslands                         | اندونزی، پاپوآ گینه نو                                      |
| Southland montane grasslands                                | نیوزیلند                                                    |

| بوم‌ناحیه‌های علفزارها و درختچه‌زارهای کوهستانی قلمرو هندومالایی | بوم‌ناحیه‌های علفزارها و درختچه‌زارهای کوهستانی قلمرو هندومالایی |
| ------------------------------------------------------------- | ------------------------------------------------------------- |
| مراتع آلپی کوه کینبالو                                        | مالزی                                                         |

| بوم‌ناحیه‌های علفزارها و درختچه‌زارهای کوهستانی قلمرو نوحاره‌ای | بوم‌ناحیه‌های علفزارها و درختچه‌زارهای کوهستانی قلمرو نوحاره‌ای |
| ----------------------------------------------------------- | ----------------------------------------------------------- |
| Central Andean dry puna                                     | آرژانتین، بولیوی، شیلی                                      |
| Central Andean puna                                         | آرژانتین، بولیوی، پرو                                       |
| Central Andean wet puna                                     | بولیوی، پرو                                                 |
| Cordillera Central páramo                                   | اکوادور، پرو                                                |
| Cordillera de Merida páramo                                 | ونزوئلا                                                     |
| High Monte                                                  | آرژانتین                                                    |
| Northern Andean páramo                                      | کلمبیا، اکوادور                                             |
| Santa Marta páramo                                          | کلمبیا                                                      |
| Talamanca Paramo                                            | کاستاریکا، پاناما                                           |
| Southern Andean steppe                                      | آرژانتین، شیلی                                              |
| Zacatonal                                                   | مکزیک، گواتمالا                                             |